# Nirgendwo (2023)
Nirgendwo (Originaltitel Nowhere) ist ein spanischer Überlebensthriller aus dem Jahr 2023 mit Anna Castillo und Tamar Novas in der Hauptrolle. Regie führte Albert Pintó. Premiere hatte der Film am 29. September 2023 auf Netflix.

## Handlung
Mia und Nico beschließen, Spanien aufgrund der weltweiten Krise zu verlassen, die zu einem Mangel an lebenswichtigen Gütern und der Entstehung einer repressiven Regierung führt, die Zivilisten tötet, um die Ressourcenknappheit zu bekämpfen. Sie fürchten um ihr Leben und die Sicherheit ihres ungeborenen Kindes. Zuvor haben sie bereits ihre erstgeborene Tochter Uma verloren, die vom Militär im Rahmen eines Völkermordes entführt wurde, um die Bevölkerung Spaniens durch das Töten von Kindern, Alten und schwangeren Frauen zu reduzieren. Mia gibt sich die Schuld an Umas Entführung und trägt die Last mit sich. Nicos Plan ist es, nach Irland zu fliehen, indem sie auf einem Frachtschiff transportiert werden. Irland wurde in einem Radioprogramm als eine der wenigen verbliebenen Länder in Europa erwähnt, die die Ressourcenkrise bewältigt haben und eine demokratische Regierung aufrechterhalten.
Das Paar steigt in einen Container auf einem LKW. Doch die Schmuggler trennen sie, als Nico gezwungen wird, aus dem Container auszusteigen und in einen anderen zu steigen. An einem Militärkontrollpunkt tötet das Militär alle in dem Container außer Mia, die sich oben auf einem Stapel Kisten versteckt hat. Später versucht Mia, Nico zu kontaktieren, um ihn vor der Gefahr zu warnen, aber sie scheitert daran, ihn zu erreichen. Alle Container, einschließlich Mias Container, werden auf ein Schiff geladen. Ein nachfolgender Sturm führt dazu, dass die Container in den Ozean fallen. Ihr Container, der langsam mit Wasser gefüllt wird, enthält eine Ladung von Behältern (Tupperware), verpackte Kopfhörer und Flachbildfernseher, sowie Flaschen mit Wodka und verpackte Kopfbedeckungen. Sie verwendet all dies, um sich selbst zu helfen, sowie einen Bohrer, etwas Klebeband und ein Taschenmesser.
Mia bringt ihre Tochter Nua während eines Sturms zur Welt. Mia ist entschlossen, trotz ihrer schweren Schwäche um ihr Überleben zu kämpfen, hat Halluzinationen von Uma und greift auf das Essen ihrer Plazenta zurück. Als das Wasser im Container steigt, schafft es Mia, ein Loch im Dach mithilfe eines Akku-Bohrers und dem Messer zu schaffen und klettert mit Nua darüber. Während sie versucht, die Aufmerksamkeit eines vorbeifliegenden Flugzeugs zu erregen, wird Mia schwer am Bein verletzt. Sie näht die Wunde mithilfe von Kupferdrähten, Teilen eines Fernsehgeräts und verwendet Wodka zur Desinfektion der Wunde. Sie schafft es später, mit einem improvisierten Netz Fische zu fangen.
Nico ruft Mia nach etwa zwanzig Tagen an und enthüllt seinen gesundheitlichen Zustand nach einem Angriff und seine geringe Überlebenschance. Mia ist schockiert, teilt aber die Nachricht von der Geburt ihrer Tochter mit Nico in ihrem letzten Telefongespräch. Nico ermutigt Mia, weiterzukämpfen und nach Irland zu gelangen, und verspricht, immer bei ihr im Geist zu sein. Mia baut ein temporäres Floß aus Materialien aus dem Container und treibt im Ozean, nachdem der Container untergegangen ist, in der Hoffnung auf ein Wunder. Schließlich sieht eine irische Familie an Bord eines Fischerboots Nua auf dem treibenden Floß. Aber Mia ist bewusstlos und am Floß festgebunden. Sie bringen sie an Bord ihres Bootes und führen eine Herz-Lungen-Massage durch und schaffen es, sie wiederzubeleben. Mia und Nua werden gerettet und an die Küste Irlands gebracht.

## Besetzung und Synchronisation
Die deutsche Synchronisation entstand nach einem Dialogbuch von Marcel Linde und unter der Dialogregie von Marina Lemme.
| Rolle           | Darsteller    | Synchronsprecher |
| --------------- | ------------- | ---------------- |
| Mia             | Anna Castillo | Daniela Molina   |
| Nico            | Tamar Novas   | Patrick Giese    |
| Gil             | Tony Corvillo | Nico Birnbaum    |
| Uma             | Emma Sanchez  | Milena Rybiczka  |
| Fischerstochter | Saorla Wright | Liza Simmerlein  |

## Kritiken
Ronny Rüsch bezeichnete den Film für n-tv als „Manipulativ bis an die Schmerzgrenze“, „ein filmisches Ärgernis, das bis zur letzten Sekunde künstlich, manipulierend und aufgesetzt daherkommt.“ Mias Odyssee wirke „vom ersten Moment an wie ein sorgfältig konstruiertes Pseudo-Labyrinth“, Regisseur Albert Pintó habe „nicht einmal im Ansatz Interesse an einer realistischen Geschichte“.
Filmdienst.de befand: „Der Film abstrahiert reale Flüchtlingsdramen zu einer von politischen Kontexten weitgehend losgelösten Survival-Story, die mitunter etwas bemüht dem beengten Schauplatz Spannungsmomente abringt und sich vor allem aufs Spiel der Hauptdarstellerin verlässt.“